# Pierella dyndimene
Pierella dyndimene är en fjärilsart som beskrevs av Pieter Cramer 1779. Pierella dyndimene ingår i släktet Pierella och familjen praktfjärilar. Inga underarter finns listade i Catalogue of Life.